# 先コロンブス期
先コロンブス期（せんコロンブスき、英: Pre-Columbian era）は、アメリカ大陸の歴史と前史の中で、ヨーロッパ白人の少なからぬ影響が現れる以前の時代区分全てを指す言葉である。すなわち後期旧石器時代に人類がアメリカ大陸に渡ってきた時代から、近世にヨーロッパ人が植民地化を競うようになる時代までを言う。

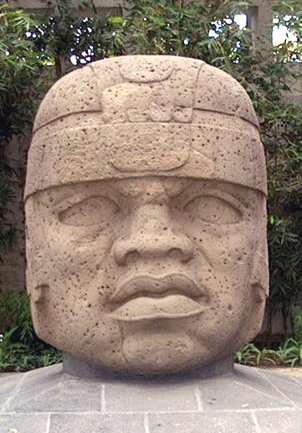
メキシコ ベラクルスのベラクルス州立博物館にある巨石人頭像。

## 概要
「先コロンブス期」という言葉からはクリストファー・コロンブスが1492年から1504年の航海を行った以前の時代を指すものではあるが、事実上はアメリカインディアンの文化の歴史であり、彼等がヨーロッパ人に大きな影響を与えられ、コロンブスが初めて上陸した後の数十年間あるいは数世紀の間に征服されていった時代までも含めるのが通常である。
「先コロンブス期」という言葉は、メソアメリカのオルメカ、トルテカ、テオティワカン、サポテカ、ミシュテカ、アステカおよびマヤ、南アメリカはペルーのノルテ・チコ文化あるいはカラル、さらにアンデス地方のインカ、モチェ、チブチャおよびカニャーリといった偉大な先住民文明を論ずる文脈で使われている。またカホキアを生んだ北アメリカのミシシッピ文化にも適用される。カホキアはその最盛期である西暦1250年にはメキシコより北では最大の都市であり、その地位は1800年まで超えられることはなかった。
先コロンブス期の多くの文明は、定住/都市生活、農業、都市の巨大な建築、大きな土木工事および複雑な社会階層など特徴あるものを打ち立てた。これら文明の幾つかは、初めてヨーロッパ人が訪れた時（15世紀末から16世紀初期）よりはるか前に滅亡していっており、考古学的調査でのみ知りうるものである。その他の文明は植民地時代に存在し、当時の歴史史料に記録されている。マヤ文明のような少数のものは独自の記録された歴史がある。キリスト教文化のヨーロッパ人の大半はそのような記録を異端と見なしたので、その多くを焼いてしまった。隠匿されていた文書が僅かに今日に残っており、現代の歴史家に古代の文化と知識についてその一端を垣間見せている。
ヨーロッパ人に遭遇したときのアメリカ大陸文明は多くの点で見事な完成度に達していた。例えば、アステカ人は世界でも最も印象的な都市、テノチティトランを建設しており、現在のメキシコシティの地にあった古代都市は20万人の人口を擁したと推計されている。アメリカ大陸の文明は天文学と数学の世界でも印象的な業績を残している。
これら文明から後世に伝えられた社会や文化が残っているところでは、以前のものとかなり異なった形態のものになっている。これらの人々とその子孫の多くは様々な昔に繋がる伝統と慣習を引継ぎ、より最近に採用してきたものと融合させている。

## 歴史

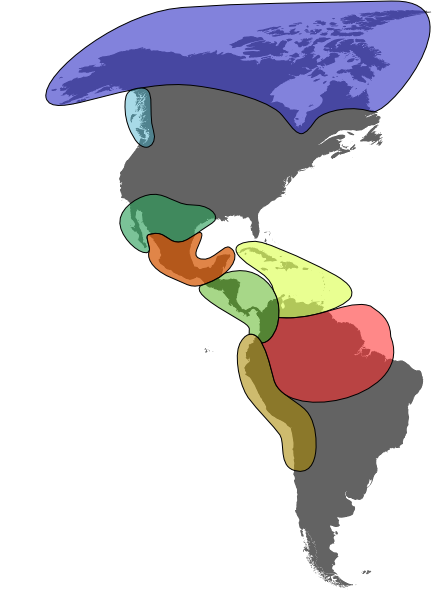
先コロンブス期アメリカの主要文化

### アジア人の移住
古代にアジアの狩猟採集民がベーリング地峡（ベーリンジア）、現在のベーリング海峡とおそらくは北アメリカ北西部海岸を伝ってアメリカ大陸に入ってきたと考えられている。アメリカインディアンの母系で継承されたミトコンドリアDNA(mtDNA)に見付けられた遺伝学的証拠によって、アジアから多様な遺伝子を持った人々が移住してきたという学説を裏付けている。ただしこれは単一民族の移住という考え方を排除するものではない。数千年の間に、パレオ・インディアンが北アメリカと南アメリカ中に拡がっていった。アメリカ大陸に正確にいつ最初の人々が移住してきたかについては多くの議論の対象となっている。最も初期に識別できる文化の一つはクローヴィス文化であり、およそ13,000年前のものとされている。しかし、2万年前にまで遡ることのできる遺跡の存在が主張されている。遺伝学的研究では、アメリカ大陸への移住を4万年から13,000年前の間のこととしている。
人類の移動の順序については現在2つの一般的なアプローチに分かれている。1つは「短期間移動学説」であり、アラスカを通って新世界への最初の移動は14,000年から17,000年前になって起こったのであり、その後に移住の波が続いたというものである。2つめの学説は「長期間移動学説」であり、最初の人類集団がこの西半球に入ったのはもっと前の時代、おそらくは5万年から4万年前あるいはそれ以前であるとするものである。
北アメリカでも南アメリカでも放射性炭素年代測定によって14,000年のものとされる人工物が発見されている。人類はこの時期までに南アメリカの南端であるケープホーンにまで到達していたと考えられている。学者の多くは、エスキモーなどの民族がさらに後の時代、おそらくは西暦で最初の千年紀の間にシベリアから氷を渡ってアラスカに移動してきたということで合意している。

## 北アメリカ
人類の移動が何度か繰り返された後、最初の高度な文明が興ったのは数千年後、最も初期のものでも紀元前5000年とされている。アメリカ大陸の住人の多くは狩猟採集民だった。先進文明が現れた後でも、18世紀まで狩猟採集民が大陸の大半の地域に住んでいた。多くの先史文化はパレオ・インディアン期前半、パレオ・インディアン期後半、古期、前期ウッドランド文化、中期ウッドランド文化、および後期ウッドランド文化などに分類されている。
初期のパレオ・インディアンは間もなくアメリカ大陸中に拡がり、数百にもなる文化的特徴のある国家や部族に分かれていった。北アメリカ大陸におけるパレオ・インディアンの適応の仕方は拡大された家族、およそ20人ないし50人で構成される小さくて高度に移動可能なバンドと呼ばれる集団が特徴である。これらの集団は好みの資源を取り尽くすと新しい資源のあるところへと次々に居所を変えた。パレオ・インディアンは効率の良い狩猟者であり様々な道具を携行した。これには狩猟に用いる効率的な道具の他に、それほど特徴は無いが屠殺や皮剥に使われた道具もあった。パレオ期の大半では主に現在は死滅しているマストドンのような巨型動物やバッファロー（アメリカバイソン）を狩って生活していたと考えられている。
北アメリカの気候は紀元前8000年までには安定し、今日の気候に大変近いものになった。このことで広い範囲への人々の移住と農耕が進みその結果アメリカ大陸全体が人口が劇的に増加した。数千年の間にインディアン民族は多くの植物種を栽培し、繁殖させ、耕作した。これらの品種は現在の世界で耕作される穀物の50ないし60%に相当している。気候、生態、植生、動物相および地形の広大さと多様さのために古代の人々は文化または言語の分化が進んだ。言語は社会生活の様式や精神的な慣習に影響するために言語によってある民族の同一性が一部形成された。
アメリカ大陸のインディアン民族に伝わる口承神話は、いずれも過去に世界は水に覆われたものであり、そこから隆起した大陸（亀の島）に現れたのがインディアン民族であり、彼らが人類の始祖であると伝えている。

### ウッドランド期

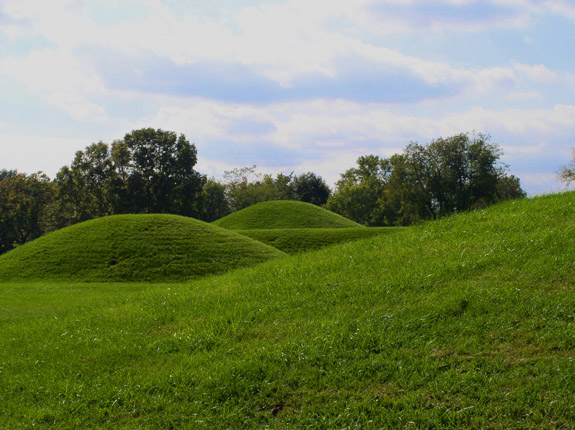
オハイオ州マウンドシティグループのホープウェルマウンド

北アメリカの先コロンブス期のウッドランド文化の時期は、北アメリカ東部でおよそ紀元前1000年から紀元後1000年の期間に当たる。「ウッドランド」という言葉は1930年代から用いられ、古期とミシシッピ文化の間の先史時代の遺跡を指している。この期間のアデナ文化とそれに続くホープウェル伝統では巨大な構築物を建設し、大陸中に交易と交換のネットワークを作り上げた。
この期間は短期間に大きな変化が無かった発展段階と考えられるが、石器、骨器、革細工、織物、道具製造、農工および住居の建築に連続的な発展があった。ウッドランド文化期の一部の人々は槍とアトラトル（投槍器）を使い続けていたが、ウッドランド文化の終末期には、弓矢にとってかわられることとなった。

### ミシシッピ文化

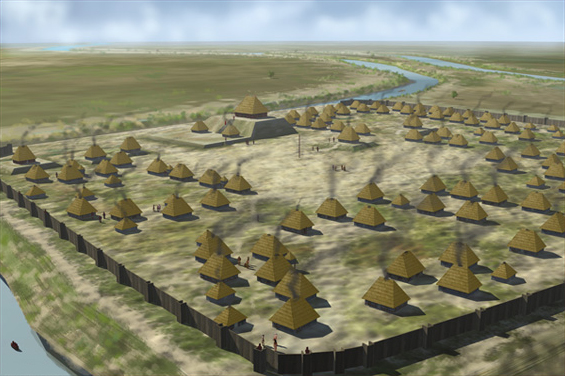
アーカンソー州パーキン遺跡(ミシシッピ文化)、ヘーブ・ローの1539年頃のイラストを基にしたCG

ミシシッピ文化は北アメリカ南東部と中西部の大西洋岸からグレートプレーンズの外れまで、メキシコ湾から中西部の北端まで拡がっていた。特に集中していたのがミシシッピ川沿岸地帯だった。この文化の特徴的な面の1つが大きな土盛マウンドの建設であり、それ以前の文化のマウンド造りの伝統を承継したものだった。彼等はトウモロコシなどの作物を広範に栽培し、広い範囲の交易ネットワークに参加し、複雑で多層化した社会を形成した。ミシシッピ文化は、ウッドランド期農業がまだ発展せず中央集権も進んでいなかった文化を継承して発展させ、西暦1000年頃に最初のものが生まれた。この文化で最大の場所は現在のイリノイ州イーストセントルイスに近いカホキアであり、その人口は2万人以上に達したと考えられている。12世紀から13世紀にかけての最頂期、カホキアは北アメリカで最も人口の多い都市だった。
この時期、メソアメリカや南アメリカでは遙かに大きな都市が建設されていた。カホキアの祭祀の中心的存在だったモンクスマウンドは前史時代の新世界では最大の土盛構造物であり続けている。この文化は1200年から1400年頃にその最盛期を迎え、多くの場所ではヨーロッパ白人が来る前に衰退を始めていたと考えられている。ミシシッピ文化の多くの部族が1540年代のエルナンド・デ・ソトによる遠征隊に出逢っており、両サイド共に悲惨な結果に終わった。メソアメリカで比較的少ない軍勢で広大な帝国を征服したスペインの遠征隊とは異なり、エルナンド・デ・ソトの遠征隊は同地のインディアン部族を手当たり次第に大量虐殺した挙句、4年間南東部を歩き回り、みすぼらしい姿になって、多くの隊員や装備を失い、ソトは最期には南部で頓死、当初の隊員のほんの一部がメキシコに到着した。土地の人々の方がさらに多くの恐怖を抱いた。デ・ソトの遠征隊によってもたらされた社会的混乱と病気によってインディアン社会は大きな打撃を受けた。それから100年後にヨーロッパ白人が戻ってきた時までに、病原菌のためにミシシッピ文化部族のほとんど全てが消滅しており、その広大な領土にはほとんど人が住んでいなかった。

### 北東部
北東部にヨーロッパから白人が侵入してきたとき、多くのインディアンは狩猟採集民で、カヌーを使い、森林部をウィグワムで移動していた。また定住型の農耕文明を持つ部族もいた。多くはヨーロッパ文明に対応して新しい部族や連邦を形成した。良く知られる部族としては、北東部のワイアンドット族（ヒューロン族）、アラスカのハイダ族、南西部のアパッチ族、東部のチェロキー族、北西部のスー族、北東部のデラウェア族（レナペ）、東部のチョクトー族、モヘガン族、イロコイ連邦（モホーク族、オナイダ族、セネカ族、カユーガ族、オノンダーガ族および後にはタスカローラ族を含む）およびアラスカのエスキモー、カナダのイヌイットがあった。南方のメソアメリカの文明ほど実質的に進んだものは無かったが、現在のアメリカ合衆国の範囲には広範な先コロンブス期定住型社会があった。イロコイ連邦すなわち「長い家の人々」は政治的に進んでおり、特徴的な社会構造があったので、直接的ではないまでも後のアメリカ合衆国の民主主義発展に少なからぬ影響を与え、ヨーロッパから来た強い君主制とは別のものになっていた。彼らの文化はすべて母系社会であり、合議制を基本としている。これは現在も変わらない。

## メソアメリカ

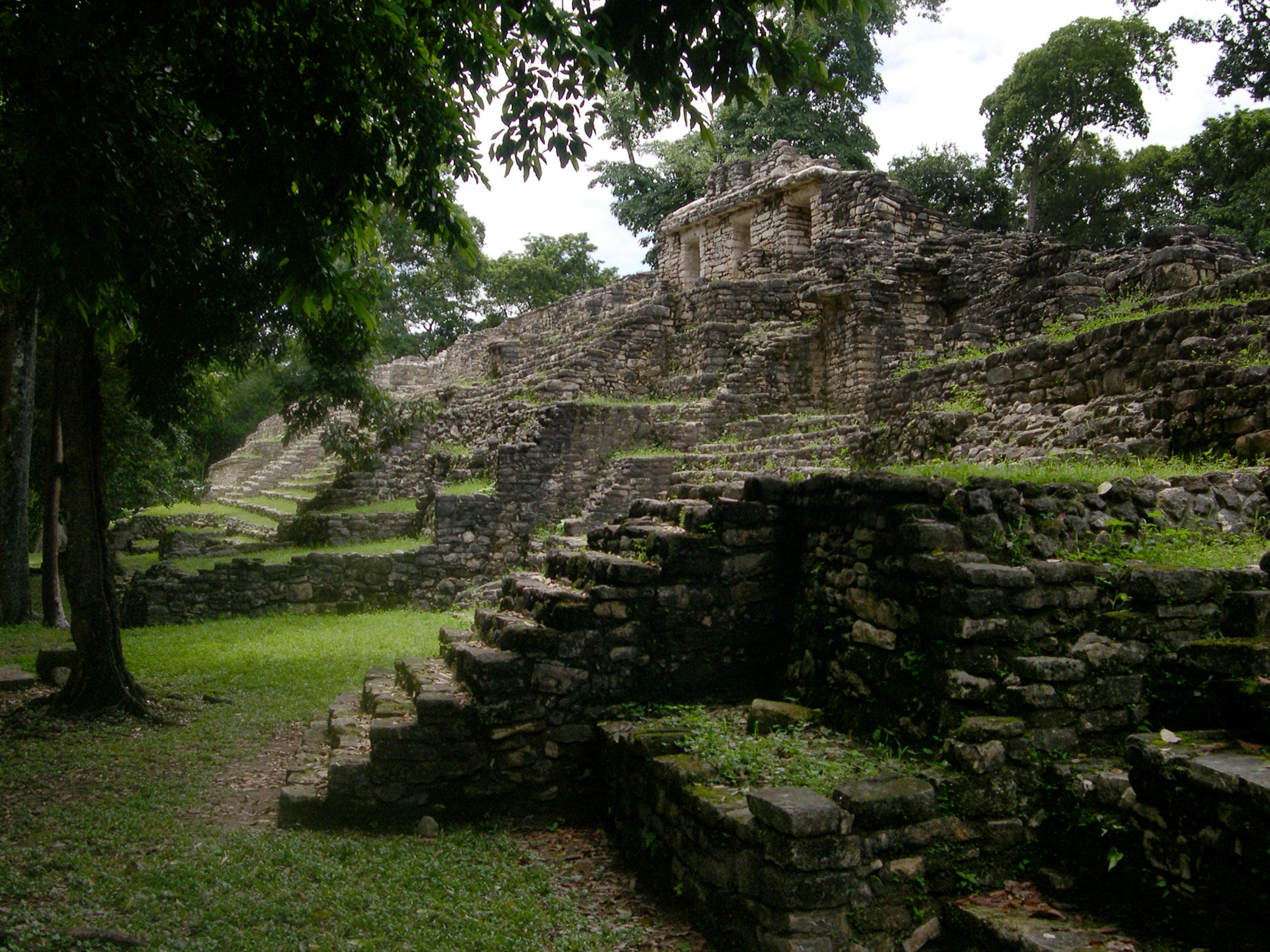
ヤシュチランの上層にあるピラミッドの1つ

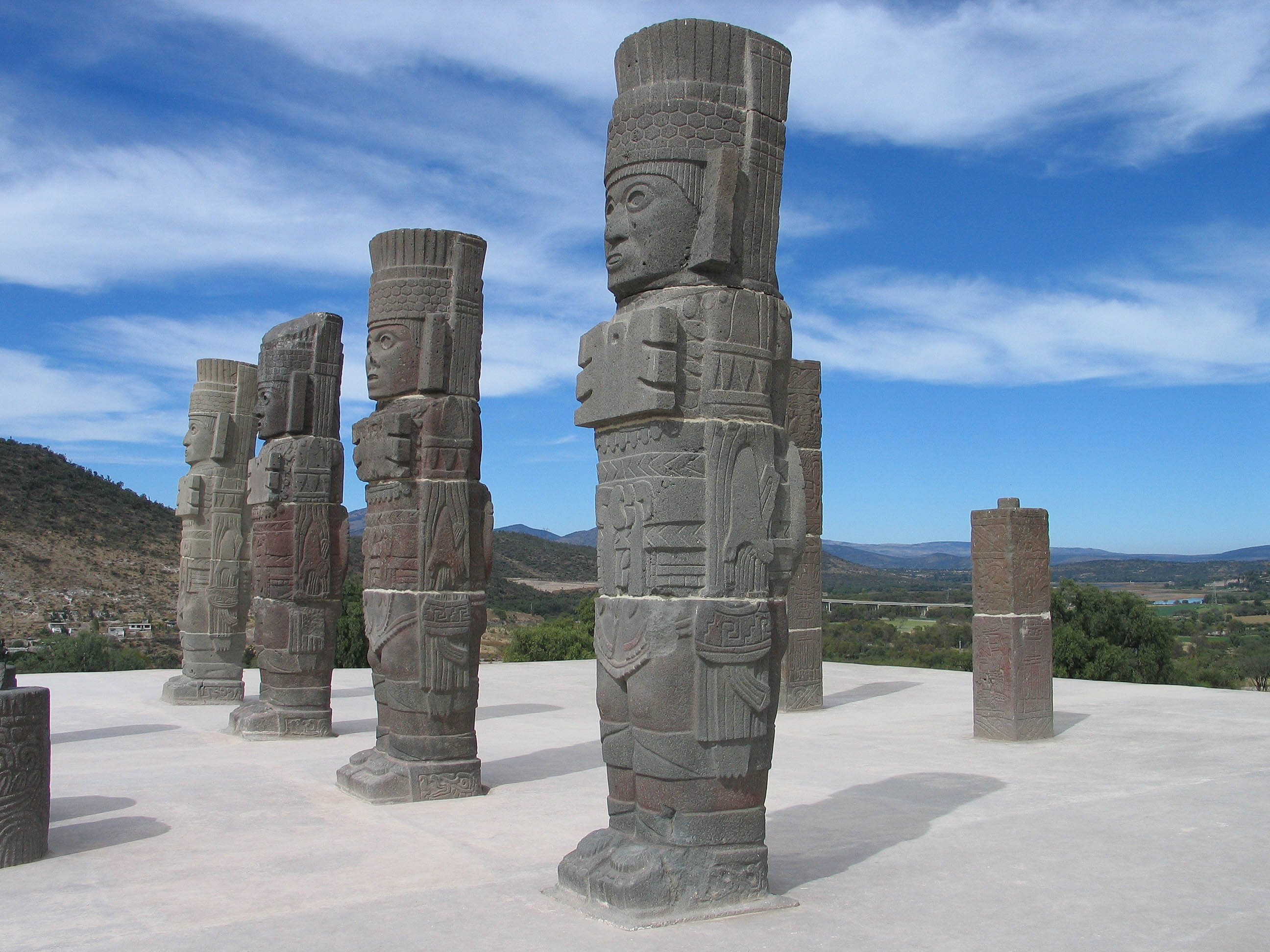
メキシコのイダルゴ州トゥーラにある戦士像

メソアメリカとはメキシコ中部からコスタリカの北西国境まで拡がる地域のことであり、クリストファー・コロンブスによる新世界「発見」以前のおよそ3000年間にわたって、階層化され文化的に関連のある農耕文明を興させていた。メソアメリカという言葉は概して先コロンブス期の幾つかの文化を指して使われる。また三千年間以上にわたってアメリカ大陸で、同じ宗教観、芸術、建築および技術を共有した、一連の古代文化が栄えた地域を指しても使われている。
紀元前1800年から300年にかけて、メソアメリカで複合的な文化が形成され始めた。先進的な先コロンブス期文明に昇華されたものとしては、オルメカ、テオティワカン、マヤ、サポテカ、ミシュテカ、ワステカ、プレペチャ、トルテカおよびメシカ（アステカ）があり、ヨーロッパ人が初めて接触する4,000年近く前に栄えていた。
これらインディオの文明は多くの発明を行ったとされている。例えばピラミッド型の神殿を建てたこと、数学、天文学、医術、書物、高度で正確な暦法、美術、集約農業、土木工学、算盤型の計算機、複雑な宗教および車輪だった。ただし、車を曳く家畜が居なかったので、車輪は玩具としてのみ使われていた。彼等はその土地で産出される銅や金を使って金属加工を行っていた。
古代にメキシコ北部（特にヌエボ・レオン州）全体にある岩や岸壁に彫られたものはメキシコにおける計算法の原型を示している。この計算法は二十進法による世界でも最大級に複雑なものだった。これら初期および古代の計算法は天文事象との関連があり、ヨーロッパ人到着以前にメキシコインディアンに天文の動きが与えた影響を裏付けるものである。実際に、メキシコを本拠とする後の文明の多くは特別の天文事象に従ってその都市や祭祀の中心となる施設を念入りに建設していた。
テオティワカン、テノチティトランおよびチョルーラのようなメソアメリカの巨大都市は世界でも最大級のものだった。これらの都市は商業、概念、儀式および宗教の中心として成長し、メキシコ中部の隣接する文化にその影響を発した。
多くの都市国家、王国および帝国が互いに権力と威信を争うなかで、メソアメリカは5つの主要文明が育まれた言うことができる。すなわちオルメカ、テオティワカン、トルテカ、メシカおよびマヤだった。これらの文明は政治的に分裂したマヤを除き、メキシコ中、さらにはそれを超えて他に無いような版図を広げた。彼等は権力を固め、貿易、芸術、政治、技術および宗教の分野で影響力を他に及ぼした。その他の地域的な権力者が4,000年以上にわたってこれら4文明と経済および政治で同盟関係を作った。多くは互いに戦うこともあったが、大半はこれら文明の影響力の中に囚われていた。

### オルメカ文明
最も初期のものとして知られる文明はオルメカである。この文明はメキシコでその後に続いた文明全てが引き継ぐことになる文化の青写真を作った。オルメカ文明は紀元前2300年頃大量に土器を造ることから始まった。紀元前1800年から同1500年、権力を首長に集中させベラクルス南東部の海岸近く、今日サン・ロレンソ・テノチティトランと呼ばれる地にその首都を建設した。その影響力はメキシコ中はおろか中央アメリカやメキシコ湾岸にも及んだ。彼等は人々の思考を新しい統治法、ピラミッド型の神殿、書物、天文学、芸術、数学、経済および宗教の方向に向けさせた。彼等が成したことは東はマヤ文明、西は中央メキシコの文明に至る、偉大な足跡への道を拓くことになった。

### テオティワカン文明
オルメカ文明の衰退によってメキシコには権力の空白期間が生じた。その中から浮上したのがテオティワカンであり、紀元前300年頃のことだった。テオティワカンは北アメリカと呼ばれる所で初めて真の大都市国家を樹立した。メキシコではそれまで見られなかった経済と政治の秩序を樹立した。その影響力はメキシコから中央アメリカに及び、ティカル、コパンおよびカミナルフュといったマヤの都市に新しい王朝が興った。テオティワカンのマヤ文明に及ぼした影響は必ずしも分かっていないが、その政治権力、芸術表現および経済を変容させたということはいえる。テオティワカンの都市内には多様で国際色豊かでさまざまな地方出身の人々がいた。外の地方から来た人々の中で代表的だったのは、オアハカ地域のインディアン民族、サポテカ族であった。彼等は集合住宅に住み、そこで商売を行い、都市の経済と文化の力を付けるために貢献した。西暦500年までにテオティワカンは世界最大の都市になった。その経済力でメキシコ北部地域の発展をもうながした。その巨大建築物がメキシコ文明の歴史的新時代を映していたのが都市であり、650年頃には政治力が衰退したが、西暦950年ころまで文化的な影響力を保持した。

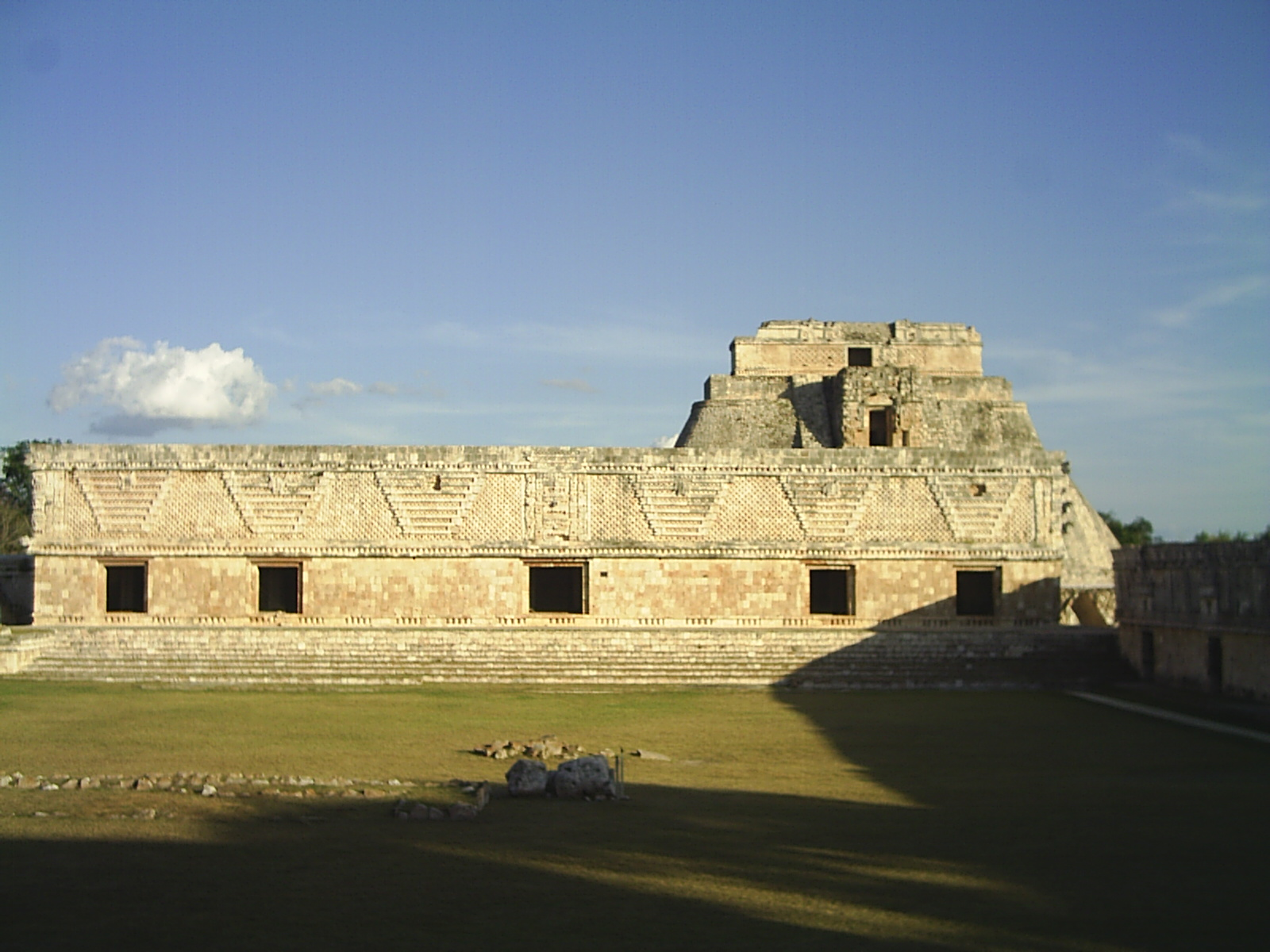
ウシュマルのマヤ建築

### マヤ文明
マヤ文明が影響力をもった時期は、テオティワカン文明が力を及ぼした時期とほぼ同時代にあたる。西暦250年から650年はマヤ文明が最も栄えた時代だった。マヤの多くの都市国家はメキシコ中央高原の文明がなしたような政治的統合はなさなかったが、メキシコと中央アメリカに計り知れない知的影響力を及ぼした。マヤはこの大陸で最も念入りな都市を建設し数学、天文学および暦学で革新を興した。マヤ人はアメリカ大陸では唯一で真の文字体系も残した。これは石碑や祭壇や建造物の一部、土器、楣などの建築材、あるいはもろく壊れやすい樹皮紙でできた本に絵文書という形態で絵文字や表音文字を残したものだった。

### アステカ/メシーカ文明/タラスカ王国
トルテカ文明の衰退と共に、メキシコ盆地に政治的な崩壊が起こった。この新しい政治状況にトルテカの権威に対抗する勢力として台頭してきたのがそれまで部外者とされてきたメシーカ族であった。彼等は砂漠の民でもあり、伝説の地アストランからの出自の伝承を共通して持つ7つの部族のうち1つで、「アストランからの来たもの」という意味の「アステカ」を自称する部族であったが、長年にわたった移住の繰り返しの後でその呼称を変えていた。彼等はメキシコ盆地の出身ではなかったので、当初ナワ人たちの中でも素のままの荒々しさをもっていることでいささか軽蔑的にみられていた。彼等は巧みな外交手腕と残忍な戦い方によってのしあがり、「三国同盟」（他にアステカの都市テスココとトラコパンを含む）の盟主としてメキシコの支配者になることができた。
メシーカはメキシコ中央高原にかなり後になってやって来た者であったが、それでもそれに先立つ文明の継承者であると考えた。彼等にとって芸術、彫刻、建築、版画、羽毛モザイク画および暦法はトゥーラの前の住人であるトルテカのものである故に彼等のものだった。
メシーカ・アステカは1400年頃までにメキシコ中部大半の支配者となり（ヤキ族、コラ族およびアパッチ族は北部砂漠のそこそこの地域を支配していた）、1470年代までには他の地方国家の大半を従えさせた。その絶頂期には30万人のメシーカ族が約1,000万人（メキシコ人口2,400万人のほぼ半分）からなる裕福な富を朝貢される帝国を支配した。現在のメキシコ（メヒコ）という名前は彼等の名前から来ている。
その首都テノチティトランは現在のメキシコの首都メキシコシティがある場所にあった。その絶頂期には推計人口約30万人と世界でも最大級の都市だった。そこにできた市場は到着したコンキスタドールがそれまで見たこともないほど大きなものだった。

## 南アメリカ
紀元後最初の千年紀までに、南アメリカの広大な熱帯雨林、山岳、平原および海岸には1,000万人が住むようになっていた。中には恒久的開拓地を形成した集団もあった。そのような集団には、チブチャ（あるいはムイスカ）、バルディビアおよびタイロナがいた。コロンビアのチブチャ、エクアドルのバルディビア、ペルーのケチュアおよびボリビアのアイマラが、南アメリカで最も重要な4つの定住型インディアン集団だった。
先コロンブス期に南アメリカとポリネシアの間の南太平洋を越えて接触があったという学説は幾つかの証拠をもとに支持を受けているが、確たるものと言えるほどではない。ユウガオ（ラゲナリア・シセラリア）や甘藷（イポモエア・バタタス）など南アメリカ固有の植生が先コロンブス期のオセアニアにあったということの説明として、人間的作因による伝播があったという説がある。しかしこのような先コロンブス期接触と移動について考古学的証拠は無い。2007年に「米国科学アカデミー紀要」に掲載された論文は、先コロンブス期後期までに家禽がポリネシアを通って南アメリカに導入されたことを示すDNAや考古学的証拠を示した。これらの所見は同じ雑誌にその後に掲載された論文で批判されており、使われた年代推定に疑問を投げ掛け、別のmtDNA解析を使ってポリネシアに遺伝学的起源があることに不同意を表している。この起源と年代の問題は解決されていない。昔ポリネシア人とアメリカ人の交流が起こったかどうかはともかく、その接触による人類の遺伝子、考古学、文化あるいは言語的遺産について確認できるものは無い。

### カラル
現在のペルー北部から中部海岸で、紀元前3000年頃（メソポタミアの都市勃興と同時期）にスーペ河谷を中心としたノルテ・チコ文化とも呼ばれるカラル文化が出現した。世界で独立して文明が興った6か所のうち1ヶ所に当たると考えられている。都市とみなすことが可能なほどの大規模な集住が行われたカラルは、スーペ河谷で聖なる都市とされ、なかでも最大かつ最も研究されている遺跡である。カラルを含むスーペ河谷の文化は、現在知りうる限りでは、アメリカ大陸で最古の文明であり、紀元前1800年頃まで続いた。

### バルディビア
バルディビア文化はエクアドル海岸部に限って存在した。その存在は近年の考古学調査で明らかになった。この文化はアメリカ大陸で最古のものであり、紀元前3500年から同1800年とされている。バルディビア人は中央広場の周りに円形あるいは楕円形に家を建てて集団生活した。彼等は農業と漁業で生活する定着民であったが、時としてシカを狩った。発見された遺跡からは、トウモロコシ、インゲン豆、スカッシュ（カボチャの一種）、キャッサバ、唐辛子および綿などの作物を栽培した。綿は衣類を作るために使われた。バルディビアの土器は当初粗いが実用的であり、その後見た目が良く、繊細で大きなものになっていった。赤や灰色に塗色された。暗赤色の磨研土器はバルディビアの特徴である。その土器や石器の中に最も単純な形態からより複雑な加工が行われるまでの発展を見ることができる。

### カニャーリ
カニャーリ族は今日のエクアドルのカニャール県とアスアイ県にいたインディアン民族である。彼等は進んだ建築と複雑な宗教観を持つ手の込んだ文明を作ったが、インカ帝国がこれを破壊し燃やしてしまった。カニャーリの古い都市は、先ずインカのトミパンバ、続いて植民地都市のクエンカに置き換わった。この都市はコロンビアの神話にある黄金の都市エル・ドラードの場所だったと信じられてもいる。
カニャーリは長年インカに侵略されても激しく抵抗して撃退したことで知られており、最後はツパク・ユパンキに降った。その多くの子孫が現在のカナルに住んでいる。その大多数は植民者と混血せず、すなわちメスティーソになっていない。

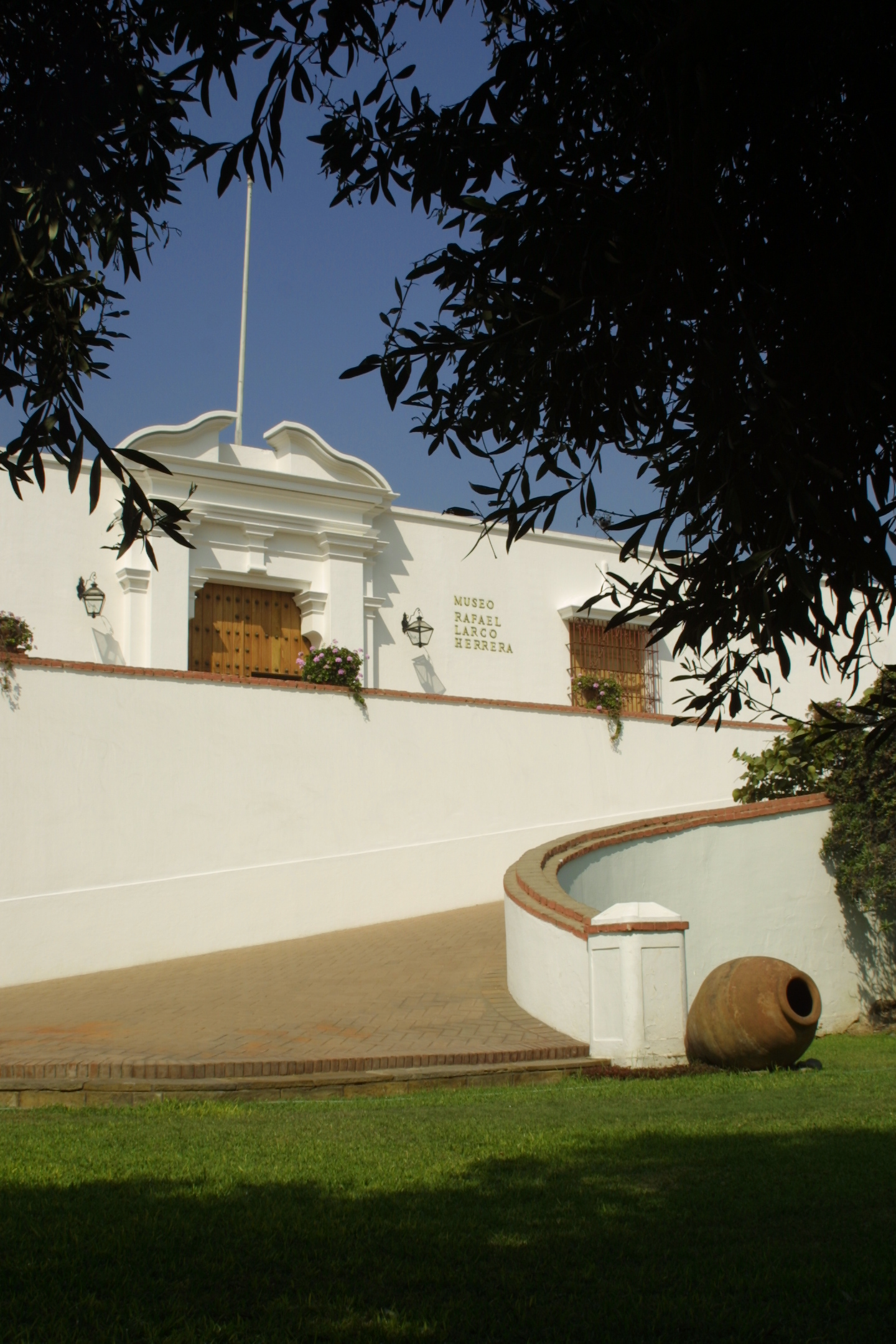
ペルーのリマにあるラルコ博物館、先コロンブス期美術品の民間収集物を収めている

### チャビン
チャビン文化は南アメリカの文字を持たない文明であり、推測と考古学的発見に拠れば、紀元前900年までに交易のネットワークを作り、農業を発展させた。現在のペルーで標高3,177 m の地のチャビンと呼ばれる遺跡で人工物が見つかった。チャビン文明は紀元前900年から同300年のものである。

### チブチャ
チブチャ文化（チブチャ語の社会）は、スペイン人が来る前のコロンビアで最も数が多く、最も領土的に拡大し、また最も社会経済的に発展したものだった。紀元後3世紀までにアンデス山脈北部にその文化を打ち立てた。ある時点では現在のパナマの一部を占領し、またコロンビアの東部シエラの高原を占めた。
コロンビアで彼等が占領した地域は現在の北サンタンデル、南サンタンデル、ボヤサおよびクンデナマルサの各県である。ここで最初の農場や製造業が発展した。チブチャはマヤからインカ帝国の間の地域では最も人口が多い地帯に発展した。ペルーのケチュアやボリビアのアイマラに隣接し、コロンビアの東部と北部の高原にあったチブチャは南アメリカの定住型インディオの中で最も注目すべき文化を発展させた。
オリエンタル・アンデスの中では、同じチブチャ語を話す幾つかの部族で構成されていた。これにはムイスカ、グアン、ラチェ、コファン、およびチタレロの各部族があった。

### モチェ
モチェは約1,500年から2,000年前にペルーの北海岸に繁栄した。モチェの文化遺産は素晴らしい副葬品を伴う埋葬遺構にみることができる。最近米国地理学協会との協同でカリフォルニア大学ロサンゼルス校のクリストファー・ドナンが発掘を行った。
モチェは優れた職人として技術的に進んだ人々だった。モチェに関することはその土器の研究から得られてきた。そこに描かれたり刻まれているものから彼等の日常生活が覗えた。ペルーのリマにあるラルコ博物館はそのような土器を多量に収集している。それらからは人身御供をしていたこと、血を飲む儀式があったこと、およびその宗教にはフェラチオのような生殖を伴わない性交渉を取り入れていたことが示されている。

### インカ帝国
インカ文明は大きなピューマの形をしたクスコを首都に、1438年から1533年までアンデス地方を支配した。インカ文明はケチュア語で「タワンチン・スウュ」すなわち「4つの邦」と呼ばれはっきりした特徴を発展させた。インカの支配は100近い語族や少数民族の社会に及び、25,000 km の道路体系で結ばれた人口は900ないし1,400万人にもなった。都市は山岳の様々な高度に合わせ正確無比の石造りで建設された。棚畑が有効な農業形態だった。優れた金属加工技術があり、脳手術ですら行われた証拠もある。

### カンベバ
カンベバはオマグア、ウマナあるいはキャンベバとも呼ばれ、ブラジルのアマゾン川流域に住んだブラジルの先住民だった。カンベバは先コロンブス後期では人口が多く組織化された社会を作っていたが、コロンブス交換の初期に急激に人口が減少した。スペイン人探検家フランシスコ・デ・オレリャーナが16世紀にアマゾン川を縦走し、川沿い数百kmにわたる人口密度の高い地域について報告した。この地域では石があまり手に入らなかったために建設資材には土地の木材を使っていたので、現在では遺物が残っていない。オレリャーナはアマゾンのインディオの発展度合いを過大に報告した可能性があり、その半遊牧民の子孫は世襲の土地を持たない貴族政治というインディオの中では奇異な特徴を持っている。考古学調査では現在に続く半端に栽培している果樹園や黒土の豊富な広大な土地の存在を明らかにした。これらの発見はどちらも、同じ考古学的時代のものとされる陶磁器と共に、この地域に大規模かつ組織化された文明があったことを示唆している。

## 農業の発展
アメリカ・インディアンは農業を発展させ、トウモロコシを長さ2ないし5 cm のものから今日見られる大きさのものにまで成長させた。ジャガイモ、トマト、トマティジャ（さや付きグリーントマト）、カボチャ、唐辛子、スカッシュ、豆類、パイナップル、サツマイモ、穀物のキヌアとアマランサス、チョコレート、バニラ、タマネギ、ピーナッツ、苺、ラズベリー、ブルーベリー、ブラックベリー、パパイアおよびアボカドがインディアンによって栽培された作物である。世界で栽培されるこの種の食料の3分の2以上が南米原産である。
インディアンは幅広い方法で火を使い始めた。焼畑農業は森の下生えを払ってしまう天然火災の効果を模倣して採用され、それによって移動が容易になり、食料や薬品として重要だった野草や実を付ける植物を生長させることができた。このことで北アメリカに先コロンブス期のサバンナをつくりだした。
世界の他の地域（アジア、アフリカ、ヨーロッパ）ほど広く広まってはいないが、アメリカ・インディアンも家畜を飼った。北米で犬は運搬用に活用された。また七面鳥も飼われた。メキシコや中央アメリカではインディアンがシカを飼い馴らし、食肉にしたり、ミルクを取った可能性もある。アンデスの社会では荷物運搬などとともに食肉やミルクのためにリャマやアルパカを飼った。アンデス山脈では食用にモルモットが育てられた。メキシコ、中央アメリカおよび南アメリカの北部ではイグアナも食用にされた。
15世紀までにメキシコからトウモロコシが伝播され、ミシシッピ川流域やさらに北アメリカ東海岸、北はカナダ南部まで栽培されるようになった。ジャガイモはインカで重宝され、チョコレート（砂糖は入っていない）はアステカで用いられた。